# Blood Bowl
Blood Bowl — настільна гра з мініатюрами, похідна від Warhammer Fantasy Battle. Вона дозволяє розігрувати матчі вигаданого спорту, схожого на американський футбол, які відбуваються у світі Warhammer Fantasy.

## Правила

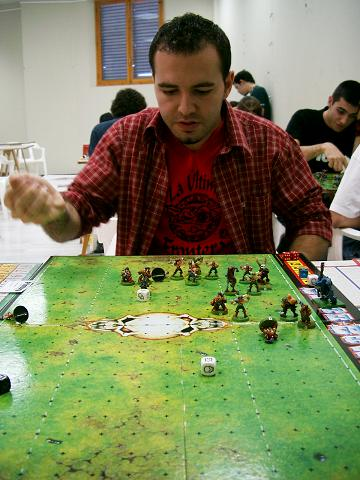
Один з гравців у Blood Bowl керує своєю командою

Для гри потрібні спеціальне поле, мініатюри, гральні кубики, спеціальні карти і лінійки. Blood Bowl розрахована на двох гравців і відбувається на полі з квадратною розміткою, куди виставляються мініатюри футболістів. З обох кінців поля є зона, куди слід доставити м'яч і заробити тачдаун. Право початку гри визначається кидком монети. Різні дії на полі визначаються звичайними гральними кубиками (D6, дайсами) і кубиками блокування, якими визначаються агресивні дії одних футболістів щодо інших. У правилах також зустрічаються кубики D3. Це означає, що результат від кидання D6 потрібно розділити на два і заокруглити в більший бік.
Кожна команда складається з 12-и футболістів, які володіють наступними характеристиками: міра руху (MA), стійкість (ST), спритність (AG) і значення броні (AV). В команді є Бліцери, Кетчери, Сровери, Лінійні гравці, Ранери і Блокери. Бліцери є універсальними, кетчери пруткі, але маловитривалі, сровери дають точні паси, лінійні заміняють вибулих футболістів, ранери є найшвидшими та переносять м'яч, а блокери відрізняються силою і бронею.
Спеціальними шаблонами визначається втрата м'яча або його повернення в разі вильоту на трибуни. Запасні чи травмовані футболісти поміщаються до «роздягальні». Кидком восьмигранного дайса визначається напрям кидка м'яча, а шестигранним його дальність. Впавши на порожню клітинку, м'яч відскакує ще на одну, а якщо на зайняту іншим гравцем, той мусить зуміти його зловити. Впущений м'яч продовжує відскакувати. Кожен футболіст команди може впродовж ходу виконати одну дію: перемістится, атакувати суперника, дати пас чи спробувати прорватися через стрій суперника, віднявши одну клітинку руху за атаку. На хід дається 4 хвилини. По вичерпанню часу, тачдауні або фолі хід завершується, навіть якщо всі футболісти не встигли походити.
Атакуючи противника, футболіст може збити його, відштовхнути, впасти разом з ним чи відштовхнути і збити, так само як і спіткнутися сам, залежно від випалого результату. Постраждалий тимчасово або до кінця матчу виводиться з поля. Якщо доступно, футболісту дозволяється зробити другий пас замість невдалого, схопити пропущений м'яч і т. д.
На гру впливає низка додаткових факторів, як, наприклад, фанати або погода. Так правило «суддю на мило» може повернути на поле видаленого футболіста, а вітер перемістити впалий м'яч на додаткову клітинку.

## Світ гри
Світ Blood Bowl є гумористичною версією Warhammer Fantasy. Під час битви одного разу було знайдено сховок з книгою, яку зміг прочитати лише старий гном. Він розшифрував, що книга і місце її знаходження були присвячені богу Наффлу з країни Аморика, на честь якого влаштовувалися ігри. Протиборчі сторони вирішили, що Ноффл зглянувся на них аби вирішити тривалий конфлікт, та за правилами з книги відновили ігри, відомі як Кривавий Кубок.
З часом маги винайшли пристрій CAMRA, який слідкував за грою і транслював зображення, було сформовано ліги, і Кривавий Кубок став загальновизнаним.

## Історія
Гра була створена в 1986 році співробітником Games Workshop Джервісом Джонсоном. Ігровий набір ще не мав мініатюр, замість них використовувалися картонні картки на підставках. Поле мало 28 на 14 клітинок. Ходи поділилися на фази, як у Warhammer Fantasy Battle, а персонажі володіли рівнем здоров'я. Ця версія відома помилкою в правилах, яка наділяла дворфів надміру великою силою. В 1987 році вийшло доповнення Death Zone з виправленнями правил та додатковими командами. В квітневому номері журналу «White Dwarf» як першоквітневий розіграш містилося доповнення з правилами для Суддів зі всесвіту Судді Дредда.
В 1988 році гра отримала друге видання. Воно включало нове поле, мініатюри та дві книги: з описом світу гри і правил. Згодом вийшло доповнення Star Players з удосконаленнями правил і спеціальними можливостями футболістів, спін-офф Dungeonbowl, та доповнення Companion з черговими внесеннями змін у правила. На початку 1990-х також виходила спрощена версія гри під назвою Kerrunch.
Третє видання вийшло в 1994 році. Воно відрізнялося веденням гри у два тайми, зменшенням характеристик футболістів до чотирьох (MA, ST, AG, AV) і впровадженням нових кубиків. Доповнення DeathZone внесло систему карток спеціальних дій та нові команди.
Його змінило четверте видання, випущене у 2000 році. Це видання обмежило використання спеціальних умінь і додало систему союзників з інших команд.
Після четвертого видання стала випускатися версія правил Living RuleBook, яка чотири рази оновлювалася до 2005 року і згодом ще двічі, досягши актуальної тепер шостої редакції. Впродовж цих оновлень було видалено кілька команд та відкореговано правила.

## Пов'язана продукція

### Відеоігри
В 1995 році було випущено відеогру Blood Bowl для MS-DOS, розроблену Strategic Simulations, Inc. та видану MicroLeague. Однак, вона не здобула популярності.
Студія Cyanide Studios, яка намагалася отримати у Games Workshop права на нову відеоігрову адаптацію, розробила і випустила у 2004 році гру Chaos League зі схожою механікою, расами, але без жодних прямих посилань на Warhammer Fantasy.
У 2009 році вийшла офіційна Blood Bowl для Windows, розроблена Cyanide Studios після успішного отримання ліцензії. Ця гра отримала низку DLC і виявилася більш успішною за гру 1995 року.
В розробці знаходиться Blood Bowl 2, вихід якої очікується у 2016 році.